# Myšivka horská
Myšivka horská (Sicista betulina) je jediným zástupcem z čeledi tarbíkovitých na českém území. Je považována za pozůstatek fauny z doby ledové. Jde o vzácného savce žijícího většinou ve vyšších polohách. V ČR i v celé Evropě je chráněná jako silně ohrožený druh Bernskou úmluvou.

## Popis
- Délka těla dosahuje 5 až 7 cm, hmotnost 5 až 13 g.[3]
- Ocásek je téměř o polovinu delší než tělíčko.
- Myšivka je na první pohled nápadná tmavým podélným pruhem od špičky ocásku až po oči.
- Srst je jinak zbarvena okrově, na bříšku šedavě.
- Zadní končetiny jsou mohutněji vyvinuté než přední (ne však tak výrazně jako u tarbíků) a mají pět prstů. Na předních končetinách jsou prsty pouze čtyři.
- V tlamičce mají před přední stoličkou navíc jeden zakrnělý zub.
- Horní ret není rozštěpen jako u myši.
- Je to všežravec. Živí se travními semeny, bobulemi nebo drobným hmyzem.

## Rozšíření
Místa jejího výskytu zasahují přes střední Evropu až na Sibiř. Dále na sever žije i v nižších nadmořských výškách, ve střední Evropě pouze v horách.
Areál jejího výskytu bývá udáván v okolí rozmezí 500 m n. m. až 1900 m n. m. z čehož vyplývá, že myšivka žije i nad horní hranicí lesa. Dává přednost vlhčím místům, často ji tedy můžeme spatřit na rašeliništích a horských loukách.
V ČR její výskyt potvrzen poměrně nedávno (až ve 20. století). Vyskytuje se v Jeseníkách, na Králickém Sněžníku nebo na Šumavě a v Novohradských horách. Hojnější je na Slovensku.

## Život
- Je to tvor aktivní hlavně v noci, dá se ale spatřit i přes den.
- Zdržuje se hlavně na zemi, ale dokáže i obratně šplhat s pomocí dlouhého ocasu ve vysoké vegetaci.
- Letní hnízdo si staví pod kameny, mezi kořeny stromů nebo v dutinách pařezů z trávy nebo mechu.

V něm vychovává jednou za sezónu 2 až 7 mláďat. Toto hnízdo mívá často rozděleno na dvě místnosti. Zimní hnízdo si myšivka vyhrabává pod zemí a období od října do května přečká stočená v klubíčku ve stavu hibernace (tento stav byl někdy pozorován i v létě při velmi zhoršených podmínkách).

## Záměna
Myšivka může být zaměněna s myšicí temnopásou. Ta je ale větší, tmavý pruh jí začíná až na hřbetě, má kratší ocas. Navíc se nevyskytuje ve vyšších polohách (jen asi do 1000 m n. m.). Nejpodobnější příbuznou je myšivka stepní, ta však žije v nížinách.